# Samsung Galaxy C7 (2017)
Il Samsung Galaxy C7 (2017) è uno smartphone Android dual SIM prodotto da Samsung, facente parte della serie Samsung Galaxy C.
In Thailandia, Malesia e Filippine è stato commercializzato come Galaxy J7+ (codice modello:C710F/DS), in Cina come Galaxy C8 (codice modello: C7100).

## Caratteristiche tecniche

### Hardware
Il Galaxy C7 è uno smartphone con form factor di tipo slate, misura 152.4 x 74.7 x 7.9 millimetri e pesa 180 grammi.
Il dispositivo è dotato di connettività GSM, HSPA, LTE, di Wi-Fi dual-band 802.11 a/b/g/n/ac con supporto a Wi-Fi Direct ed hotspot, di Bluetooth 4.2 con A2DP ed LE, di GPS con A-GPS e GLONASS e di radio FM. Ha una porta microUSB OTG 2.0 ed un ingresso per jack audio da 3.5 mm.
Il Galaxy C7 è dotato di schermo touchscreen capacitivo da 5,5 pollici di diagonale, di tipo S-AMOLED con aspect ratio 16:9 e risoluzione full HD 1080 x 1920 pixel (densità di 401 pixel per pollice). Il frame laterale è in alluminio ed il retro è in alluminio.
La batteria agli ioni di litio da 3000 mAh non è removibile dall'utente.
La CPU è octa-core. La memoria interna di tipo eMMC 5.1 è da 32 GB, mentre la RAM è di 4 GB.
La fotocamera posteriore ha un sensore CMOS da 13 megapixel, ed uno di profondità da 5 megapixel (per effetti come il Bokeh), dotata di autofocus, HDR e flash LED, in grado di registrare al massimo video Full HD a 30 fotogrammi al secondo, mentre la fotocamera anteriore è da 16 megapixel.

### Software
Il sistema operativo è Android, in versione Nougat 7.1.

## Commercializzazione
Il dispositivo è stato immesso sul mercato ad ottobre 2017.